# Gare de Graffenstaden
Gare de Graffenstaden – stacja kolejowa w Geispolsheim, w departamencie Dolny Ren, w regionie Grand Est, we Francji.
Obecnie jest stacją Société nationale des chemins de fer français (SNCF), obsługiwaną przez pociągi TER Alsace.

## Położenie
Znajduje się na wysokości 144 m n.p.m., na 6,977 km Strasburg – Bazylea, pomiędzy stacjami Strasbourg i Geispolsheim.

## Linie kolejowe
- Strasburg – Bazylea
- Graffenstaden – Strasbourg-Neudorf
- Graffenstaden – Hausbergen